# Le Retour (Pinter)
Pour les articles homonymes, voir Le Retour.
Le Retour (The Homecoming) est une pièce de théâtre en deux actes d’Harold Pinter. Écrite en 1964, elle est créée à l'Aldwych Theatre de Londres, le 3 juin 1965, par la Royal Shakespeare Company, dans une mise en scène de Peter Hall. Cette même production, présentée sur Broadway en 1967, remporte le Tony Award de la meilleure pièce.
En France, la première production a lieu au Théâtre de Paris en 1966.
Le texte de la pièce, traduit en français par Éric Kahane, est publié par les éditions Gallimard en 1969. Une nouvelle traduction par Philippe Djian paraît aux mêmes éditions en 2012  (ISBN 978-2-07-013693-3).

## Argument
Un soir d'été, dans une maison de la classe ouvrière du Nord de Londres, où résident quatre hommes de la même famille arrivent deux voyageurs. Après avoir vécu aux États-Unis pendant plusieurs années, c'est Teddy qui vient présenter pour la première fois sa femme, Ruth, à son père, ses deux frères et son oncle. Il veut lui montrer les modestes lieux de son enfance, lui qui est devenu un universitaire menant une vie aride en Amérique.
La tension sexuelle que produit l'arrivée de Ruth qui s'amuse, semble-t-il, à aguicher les frères et le père de Teddy devient bientôt un jeu absurde fait de rivalités et de sous-entendus où pointent le désir et la menace. Les hommes nargués dans leur autorité et pouvoir de mâle finissent par proposer à Ruth de rester avec eux parce qu'elle appartient à la famille. Ils lui proposent de se prostituer pour couvrir ses frais de subsistance. Or, Ruth, qui accepte le contrat, pose des conditions à son avantage. Et les hommes ne peuvent que surenchérir et se soumettre au bon vouloir de celle qu'ils voulaient dominer.

## Personnages
- Max, le patriarche septuagénaire de la famille
- Lenny, son fils dans la jeune trentaine, homme violent et vraisemblablement proxénète
- Joey, fils de Max dans la vingtaine, dépressif, qui s'entraîne pour devenir boxeur
- Sam, frère cadet de Max, chauffeur de limousine de métier et responsable de la cuisine
- Teddy, fils de Max dans la trentaine avancée, devenu professeur de philosophie aux États-Unis
- Ruth, épouse de Teddy, dans la trentaine

## Production originale britannique

### Aldwych Theatre,Londres,1965
- Texte : Harold Pinter
- Mise en scène : Peter Hall
- Production : Royal Shakespeare Company
- Personnages et interprètes :
  - Max : Paul Rogers
  - Lenny : Ian Holm
  - Ruth : Vivien Merchant
  - Sam : John Normington
  - Joey : Terence Rigby
  - Teddy : Michael Bryant

## Productions françaises

### Théâtre de Paris,1966
- Adaptation : Éric Kahane
- Mise en scène : Claude Régy
- Décors : John Bury
- Personnages et interprètes :
  - Max : Pierre Brasseur
  - Lenny : Claude Rich
  - Ruth : Emmanuelle Riva
  - Sam : Jacques Rispal
  - Joey : Yves Arcanel
  - Teddy : Jean Topart

### Théâtre de l’Athénée,1984
Du 1er mars au 7 avril 1984 au Théâtre de l'Athénée.
- Adaptation : Éric Kahane
- Mise en scène : Stuart Seide
- Scénographie : Charles Marty
- Costumes : Françoise Luro
- Interprètes :
  - Charles Berling
  - Jean-Claude Durand
  - Raymond Jourdan
  - Pierrik Mescam
  - Jacques Michel
  - Laurence Roy

### Théâtre de l'Atelier,1994
À partir du 20 janvier 1994 au Théâtre de l'Atelier.
- Adaptation : Éric Kahane
- Mise en scène : Bernard Murat
- Décors : Nicolas Sire
- Costumes : Carine Sarfati
- Lumières : Jacques Wenger
- Personnages et interprètes :
  - Max : Jean-Pierre Marielle
  - Lenny : Patrick Chesnais
  - Ruth : Marie Trintignant (puis Mathilda May)
  - Sam : Roger Dumas
  - Joey : Guillaume Depardieu
  - Teddy : François Berléand

Jean-Pierre Marielle reçoit pour ce rôle le Molière du comédien en 1994. Le spectacle obtient également des nominations dans quatre catégories : comédien dans un second rôle, comédienne dans un second rôle, adaptateur, théâtre privé.

### Comédie-Française,2000[1]
- Mise en scène : Catherine Hiegel
  - Max : Roland Bertin
  - Lenny : Bruno Putzulu
  - Ruth : Muriel Mayette
  - Sam : Jean Dautremay
  - Teddy : Jean-Yves Dubois
  - Joey : Damien Bigourdan

### Théâtre de l'Odéon,2012
- Mise en scène : Luc Bondy
  - Max : Bruno Ganz
  - Lenny : Micha Lescot
  - Ruth : Emmanuelle Seigner
  - Sam : Pascal Greggory
  - Teddy : Jérôme Kircher
  - Joey : Louis Garrel

### Théâtre Antibéa, 2013
- Mise en scène : Dominique Czapski
- Max : Jean-Pierre Frances
- Lenny : Sébastien Le Roy
- Ruth : Astrid Rousseau
- Sam : Olivier Rolland
- Teddy : Francki Anemoli
- Joey : Cédric Garoyan

## Distinctions
- Tony Awards 1967[2]
  - Tony Award de la meilleure pièce
  - Tony Award du meilleur acteur dans une pièce pour Paul Rogers
  - Tony Award du meilleur acteur dans un second rôle dans une pièce pour Ian Holm
  - Tony Award de la meilleure mise en scène pour Peter Hall

## Adaptation au cinéma
- 1973 : The Homecoming, film britannique réalisé par Peter Hall, avec Vivien Merchant (Ruth), Ian Holm (Lenny) et Michael Jayston (Teddy)